# Артяков, Владимир Владимирович

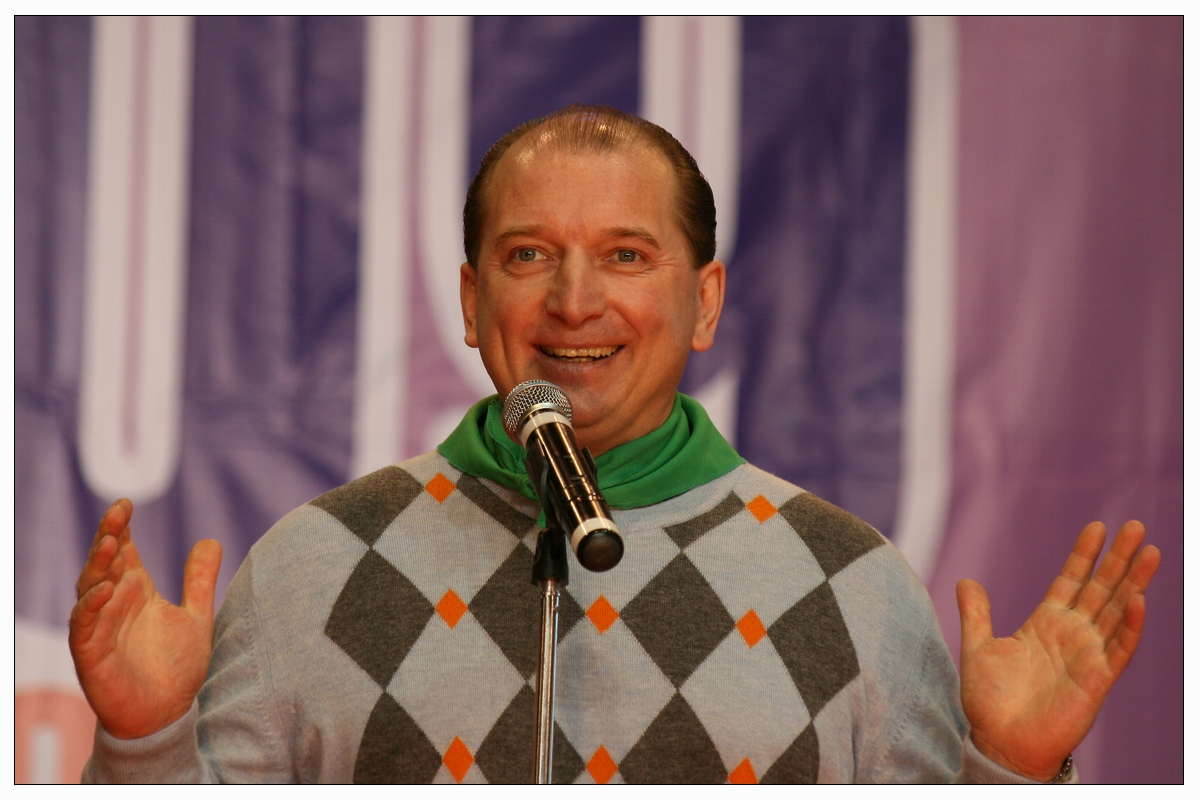
Владимир Артяков на открытии года молодёжи в Тольятти

Владимир Владимирович Артяков (род. 30 июля 1959 года, Москва) — российский государственный деятель. Губернатор Самарской области (2007—2012). Первый заместитель генерального директора Государственной корпорации «Ростех», член Совета директоров Объединённой судостроительной корпорации, близкий соратник Сергея Чемезова.
За поддержку российской войны против Украины находится под санкциями всех стран Евросоюза, США и Канады.

## Биография
Владимир Владимирович Артяков родился 30 июля 1959 года в Москве.
В 1973 году вступил в ВЛКСМ, на комсомольской работе.
В 1986 году окончил Всесоюзный заочный политехнический институт по специальности «инженер-строитель», после чего стал работать в «Главмосстрое».
К 1990 году Мосгорисполком создал в Москве систему внебюджетных территориальных межотраслевых производственно-технических управлений, действовавших на рыночных принципах, в одном из которых на должность коммерческого директора был назначен Артяков, где он познакомился Сергеем Чемезовым с которым в дальнейшим связан его карьерный рост.
В 1997 году был назначен на должность начальника отдела по работе с собственностью РФ за рубежом управления делами Президента России, в 1998 году — на должность заместителя начальника отдела внешнеэкономических связей управления делами Президента России, в 1999 году — на должность заместителя генерального директора и начальника департамента экспортно-импортных операций и специализированных программ ФГУП «Промэкспорт», а в ноябре 2000 года — на должность заместителя генерального директора «Рособоронэкспорта».
В 2002 году заочно окончил Российскую академию государственной службы по специальности «Юриспруденция», а затем — Высшие курсы Военной академии Генерального штаба Вооруженных Сил РФ.

### Глава АВТОВАЗ
22 декабря 2005 года на внеочередном собрании акционеров ОАО «АвтоВАЗ» Артяков был избран председателем совета директоров ОАО «АвтоВАЗ», а генеральным директором Игорь Есиповский. Вскоре родной брат Артякова стал директором автомобильного торгового дома «АвтоВАЗа» в Москве.
31 марта 2006 года Артяков был избран президентом «Российского союза машиностроителей».
В декабре 2006 года Артяков был выбран на должность президента ООО «Группа АвтоВАЗ». 5 октября 2006 года Артяков был переизбран председателем правления «АвтоВАЗа», а 14 декабря 2006 года на очередном заседании совета директоров был выбран в качестве президента ООО «Группа АвтоВАЗ».
В 2006 году вступил в партию «Единая Россия». На региональных выборах депутатов самарского парламента занял третье место по партийному списку: первым стал губернатор Константин Титов, а вторым — председатель Губернской думы Виктор Сазонов. 11 марта 2007 года «Единая Россия» получила 33,8 процента голосов избирателей и 11 депутатских мест в Губернской думе.
28 апреля 2007 года в Москве прошёл учредительный съезд «Союза машиностроителей России», созданного на базе «Российского союза машиностроителей». Президентом Союза машиностроителей был выбран Артяков, а председателем бюро — Сергей Чемезов.

## Губернатор Самарской области
27 августа 2007 года президент России Владимир Путин принял отставку губернатора Самарской области Константина Титова и назначил Артякова исполняющим обязанности губернатора. 29 августа 2007 года Артяков был утвержден депутатами Самарской губернской думы на посту губернатора области: за проголосовал 41 депутат, а четверо воздержались.
С 25 сентября 2007 по 27 мая 2008 — член президиума Государственного совета Российской Федерации.
В октябре 2007 года Артяков возглавил региональный список кандидатов в депутаты от «Единой России» по Самарской области на выборах в Государственную Думу РФ пятого созыва. После выборов, прошедших 2 декабря 2007 года, Артяков отказался от депутатского мандата.
В 2009 году стал одним из инициаторов проведения в Самарской области рок-фестиваля «Рок над Волгой», ставшего крупнейшим однодневным фестивалем в Европе.
В сентябре 2011 года Артяков также возглавил партийный список от «Единой России» на выборах в Государственную Думу РФ шестого созыва. По итогам выборов «Единая Россия» по стране набрала 49 процентов голосов, когда как в Самарской области лишь 39 процентов. Артяков также отказался от своего мандата.
10 мая 2012 года Владимир Владимирович Артяков подал в отставку с поста губернатора Самарской области по собственному желанию.
В период правления Владимира Артякова на посту Губернатора, в Самарской области прекратили своё существование крупнейший агрохолдинг «Аликор» и агрохолдинг СВ-Поволжское.

## Возвращение в Москву в Ростех
Вскоре после своей отставки Артяков был назначен на должность заместителя генерального директора государственной корпорации «Ростехнологии», сохранив своё членство в Совете директоров ОАО АвтоВАЗ
2012—2016 год Член совета директоров Новикомбанк
24 апреля 2013 года — на должность председателя совета директоров ОАО Концерн Созвездие.
В мае 2013 года избран председателем совета директоров Объединённой двигателестроительной корпорации (ОДК).
Летом 2013 года Владимир Владимирович Артяков избран новым председателем совета директоров "ОПК «Оборонпром», 58,32 % акций которого принадлежат госкорпорации Ростех.
В июле 2013 года избран председателем совета директоров ОАО «Вертолеты России».
31 января 2014 года Владимир Артяков приступил к исполнению своих обязанностей в качестве первого заместителя гендиректора Госкорпорации Ростех.

## Международные санкции
28 июня 2022 года, на фоне вторжения России на Украину, вместе с супругой и сыном попал в санкционный список США против «100 целей путинской военной машины» из-за его высокого положения в Ростехе и связи с Сергеем Чемезовым.
С 23 августа 2022 года в санкционном списке Канады «приближенных российского режима которые являются соучастниками агрессии российского режима против Украины»
23 февраля 2024 года внесён в санкционный список стран Евросоюза:

Владимир Артяков — российский менеджер. Является первым заместителем генерального директора госкорпорации «Ростех», отвечает за выполнение государственного оборонного заказа для Вооруженных Сил РФ. Он также сотрудничает с Правительством РФ, что позволяет Ростеху испытывать новые решения в военной области во время российской агрессии против Украины.— «Официальный журнал Европейского союза», Брюссель, 23 февраля 2024 года
По аналогичным основаниям находится под санкциям Украины и Великобритании.

## Собственность и доходы
В 2009 году Артяков заработал 11,72 миллиона рублей и имел в собственности автомобиль Lada Kalina, три земельных участка, три квартиры в Москве и Московской области, одна из которых находилась в совместном пользовании с супругой.
В 2010 году заработал 12,6 миллиона рублей, из декларации исчез ранее декларированный автомобиль Lada Kalina, а из декларации от 2006 года у супругов не оказалось автомобилей BMW X5 и Lexus LS.
В 2011 году заработал 9,1 млн рублей и в собственности имел три земельных участка, три квартиры, одна из которых находилась в совместном пользовании с супругой, гаражом 1/4, автомобиль Lada Granta.
По информации газеты «Ведомости», Артяков владеет поместьем в деревне Акулинино, в которой так же живут Владимир Якунин, Сергей Чемезов, Аркадий Ротенберг и другие приближенные Владимиру Путину чиновники и бизнесмены.
При увольнении с АвтоВАЗа получил одномоментно миллиард двести миллионов рублей.

## Семья
По данным ЕГРЮЛ, супруга Татьяна Артякова (1961 г.р) является совладельцем благотворительного фонда «Радость» и бизнес-центра «На Спиридоновке» ул. Спиридоновка, д.20 стр.2 С 28 июня 2022 года — под персональными санкциями США. Сын Дмитрий Артяков вместе с сыном Сергея Чемезова Александром владеют десяткой компаний в Москве, в области ресторанного бизнеса по доставке продуктов и управления собственной недвижимости, среди них ресторан «Zoo» и бизнес-центр «Конюшковская 34 с1». Также как и его родители 28 июня 2022 года попал под санкции США. Младший брат Артяков Юрий Владимирович старший вице-президент управления с корпоративными клиентами ЗАО АКБ «Новикомбанк», совладелец офис-центра в деревне Ликова, член совета директоров ПАО Самараэнерго.

## Интересные факты
Владимир Артяков на посту губернатора совмещал должность государственного служащего и заместителя председателя совета директоров ОАО «АвтоВАЗ», что запрещает действующее Федеральное законодательство РФ (ФЗ-79 «О государственной гражданской службе»). При запросе прокуратуры по дополнительным доходам на ОАО «АвтоВАЗе», был получен ответ, в котором было сказано, что официально зарплату на предприятии он не получает.
В 2007 году в ходе выборов в Государственную думу РФ Владимир Артяков был лидером регионального избирательного списка Единой России, достоянием общественности стало что за 2006 год Владимир Артяков на период пребывания в руководстве ОАО «АВТОВАЗ» заработал менее миллиарда рублей. Покидая пост президента предприятия он не нашёл в себе силы отказаться от бонуса за успехи в 2 миллиарда рублей, как это сделал его преемник Борис Алёшин. В подарок своей супруге подарил яхту общей стоимостью 25-30 млн рублей, назвав её именем «Татьяна». Яхта была оформлена на одного из министров ЖКХ Правительства Самарской области Павла Донского. Еженедельно за счёт областного бюджета, 2-3 раза в неделю Владимир Артяков летал чартерным рейсом домой Самара — Москва — Самара, средняя стоимость расходов из бюджета составляла 85 млн рублей в месяц
Владимир Артяков носит эксклюзивные часы «Academia Tourbillon Differentiel rose gold» от швейцарского производителя Greubel Forsey стоимостью 225 тысяч швейцарских франков.
В 2010 году в период руководства Самарской области, в регионе из-за лесных пожаров произошла экологическая катастрофа, сгорело более 8 тысяч гектаров леса, которые по требованию ст. 98 лесного кодекса, леса не были оформлены в муниципальную собственность. Всё это время Правительство Самарской области под управлением Владимира Артякова бездействовало. После пожаров, прокуратура и следственное управление не усмотрела оснований привлечь Владимира Артякова к уголовной ответственности по ст. 293 УК халатность. В 2017 году Самарский районный суд отказал удовлетворить жалобу жителя Тольятти с требованием возбудить уголовное дело.

## Награды
- Орден «За заслуги перед Отечеством» IV степени.
- орден Александра Невского[44].
- орден Почёта.
- орден Дружбы.
- Медаль «За укрепление боевого содружества».
- лауреат премии Правительства Российской Федерации в области науки и техники.

## Книги и научные публикации
- «Военно-техническое сотрудничество России на рубеже веков» Москва, 2002
- «Стратегия развития системы военно-технического сотрудничества России»
- «Оффсетная деятельность субъектов военно-технического сотрудничества: проблемы и перспективы развития»
- «Оффсет в системе военно-технического сотрудничества: экономические и государственно-правовые аспекты»